# تپه دولنگان
تپه دولنگان مربوط به عصر مس و سنگ است و در شهرستان گیلانغرب، بخش کواور، دهستان کواور، ۶۰۰ متری غرب روستای سراب قنبر واقع شده و این اثر در تاریخ ۲۷ اسفند ۱۳۸۶ با شمارهٔ ثبت ۲۲۳۵۸ به‌عنوان یکی از آثار ملی ایران به ثبت رسیده است.